# Carl Garré
Carl Garrè (1857-1928) va ser un cirurgià suís. Provà que Staphylococcus aureus causa furóncols com va experimentar en ell mateix
i hi ha una condició mèdica anomenada, en honor seu, malaltia de Garrés (osteitis esclerosant – de l'osteomielitis crònica amb periostitis proliferativa). Va ser alumne de Robert Koch i Theodor Kocher.